# 소호대 (대만의 음악 그룹)
소호대(중국어 정체자: 小虎隊)는 중화민국의 인기 남성 아이돌 그룹이다. 오기륭, 소유붕, 진지붕 3명의 멤버로 구성되어 있으며, 1989년 1월 1일, 첫 앨범을 냈다. 이후 1992년 진지붕의 군 입대와 소유붕의 학업 문제로 잠정 해체하였으며 그 뒤 재결합하였다가 1995년 사실상 해체하였다. 현재는 멤버 모두 연기자로 활동중이다.

## 구성원
| 이미지 | 소개 |
| ------ | --- |
|        | - 본명 : 우치룽 (吳奇隆) - 생년월일 : 1970년 10월 31일(54세) - 출생 : 중화민국 (대만) 신베이시신좡 구 - 활동기간 : 1989년 - |
|        | - 본명 : 진지붕（陳志朋） - 생년월일 :1971년 5월 19일(53세) - 출생 : 중화민국 (대만) 타이베이시 - 활동기간 : 1989년 -       |
|        | - 본명 : 소유붕（蘇有朋） - 생년월일 : 1973년 9월 11일(51세) - 출생 : 중화민국 (대만) 타이베이시 - 활동기간 : 1989년 -      |

## 디스코그래피

### 싱글
|     | 제목                                | 한글                                                      | 발매일           |
| 01. | 新年快樂                            | 새해 복 많이 받으세요                                     | 1989년 1월 1일   |
| 02. | 逍遙遊                              | 도주                                                      | 1989년 4월 30일  |
| 03. | 男孩不哭                            | 소년은 울지 말아요                                        | 1989년 9월 21일  |
| 04. | 紅蜻蜓                              | 빨간 잠자리                                               | 1990년 2월 28일  |
| 05. | 星星的約會                          | 성성적약회                                                | 1990년 9월 30일  |
| 06. | 愛                                  | 애                                                        | 1991년 10월 31일 |
| 07. | 再見                                | 안녕히 계세요                                             | 1991년 12월 22일 |
| 08. | BEST-Dance Remix                    | BEST-Dance Remix                                          | 1992년 1월 31일  |
| 09. | 星光依舊燦爛                        | 별이 빛나는 밤                                            | 1994년 12월 9일  |
| 10. | 虎嘯龍騰 - 狂飆，1995年演唱會全紀錄 | 포효 호랑이 과 룡 하늘에 날아 - 1995년 콘서트의 전체 기록 | 1995년 12월 22일 |

### 정규 음반
- 《소요 컨테이너 소호대》 (1989년5월 — 1989년6월)
- 《별이 빛나는 밤》 (1994년12월 9일)
- 《포효 호랑이과 룡 하늘에 날아》 (1995년12월 22일)

## 영화
- 유협아 (1990년)

## 광고
- 1989년 - SYM

## 같이 보기
- TFBOYS